# Sayeeda Warsi
Sayeeda Hussain Warsi, baronesa Warsi (Dewsbury, 28 de marzo de 1971) es una abogada, política y miembro de la Cámara de los Lores británica. De 2010 a 2012 fue copresidenta del Partido Conservador. Fue parte del primer gabinete de David Cameron, primero como ministra sin cartera entre 2010 y 2012, luego como ministra de Estado para el Ministerio de Relaciones Exteriores y de la Mancomunidad de Naciones y como Ministra de Estado para la Fe y las Comunidades, hasta su dimisión citando su desacuerdo con la política del gobierno británico con respecto al conflicto entre la Franja de Gaza e Israel de 2014.
Warsi creció en una familia de inmigrantes musulmanes pakistaníes que vivían en Yorkshire del Oeste y se convirtió en solicitor del Crown Prosecution Service. En 2004, dejó el CPS para presentarse, sin éxito, a las elecciones al Parlamento.
En 2005, Warsi fue objeto de una intensa controversia después de hacer campaña para prohibir las enseñanzas sobre la homosexualidad en las escuelas, temiendo que pudiera "promover las relaciones homosexuales" y afirmó que el Partido Laborista, al reducir la edad de consentimiento de 18 a 16 años, dejó a los adolescentes en una situación vulnerable a que se les "proponga mantener relaciones homosexuales". Estos comentarios llevaron al principal grupo británico de derechos de los homosexuales, Stonewall, a denunciarla por homófoba. Posteriormente se disculpó por estos comentarios, que describió como vergonzosos y que demostraban estar en el "lado equivocado de la historia" de los derechos LGBT.
Después de recibir un par vitalicio en 2007, Warsi ejerció como ministra en la sombra para la Cohesión Comunitaria y la Acción Social. La primera mujer musulmana en asistir al Gabinete, Warsi adquirió mayor prominencia cuando, en su primera reunión en Downing Street, vistió un salwar kameez tradicional del sur de Asia.
En 2019, criticó a su partido por "retroceder" en el tema del racismo, tras los frecuentes comentarios de carácter islamófobo o antimusulmán de cargos electos o activistas conservadores.